# 路德维希·奥古斯特 (安哈尔特-克滕)
路德維希·奧古斯特·卡爾·腓特烈·埃米爾（德語：Ludwig Augustus Karl Frederick Emil；1802年9月20日—1818年12月18日），是德國阿斯坎尼王朝的成員，安哈尔特-克滕公國之統治者，1812年至1818年在位。
由於他未成年，在位期間由安哈特-德紹的利奧波德三世擔任攝政。

## 早年生活
路德維希在1802年9月20日出生于克滕，是前任安哈尔特-克滕公爵奧古斯特·克里斯蒂安的弟弟路德維希和黑森大公路德維希一世之女兒路易絲·卡洛琳·泰奧多拉·阿瑪莉埃（德語：Luise Karoline Theodora Amalie von Hessen-Darmstadt）所生的第二子（同時為唯一存活的兒子）與遺腹子（因其父親路德維希在他出生前四天就去世了）。
一年後，當時尚為安哈尔特-克滕親王的伯父奧古斯特在無子女的情況下與妻子離婚，同時也沒有再婚的意願，因此路德維希成為了親王的假定繼承人。
1812年奧古斯特去世，他以10歲之齡繼承了爵位，阿斯坎尼王朝首領、安哈尔特-德紹公爵利奧波德三世代他攝政，直到利奧波德三世於1817年去世，其後利奧波德三世的孫子利奧波德四世承擔了公爵的監護權。
路德維希在16歲時就去世了，因為他尚未成年，故從來沒有真正統治他的公國，同時安哈尔特-克滕主系絕嗣，安哈尔特-普萊斯親王弗里德里希·斐迪南繼承了安哈尔特-克滕公爵。